# Ministère des Affaires étrangères (Algérie)
Pour les articles homonymes, voir Ministère des Affaires étrangères.
Le ministère des Affaires étrangères et de la Communauté nationale à l'étranger (en arabe : وزارة الشؤون الخارجية و الجالية الوطنية بالخارج) est le département ministériel du Gouvernement algérien chargé de mettre en œuvre la politique extérieure de l'Algérie et d'assurer les relations au sein de l'Union africaine et l'Union maghrébine. Le siège du ministère est situé au plateau d'El Annasser à Alger, à côté du Palais de la culture Moufdi Zakaria,.
L'actuel ministre des Affaires étrangères est Ahmed Attaf, en fonction depuis le 18 mars 2023 en remplacement de Ramtane Lamamra.

## Historique
La diplomatie algérienne est née vers 1952 lorsque plusieurs membres du PPA et du MTLD à l'image de Hocine Ait Ahmed, Ahmed Ben Bella recherchés par les autorités françaises s'exilent au Caire dans le sillage de la création de la Ligue arabe afin de faire connaitre la lutte d'indépendance algérienne au sein du bureau du Maghreb.
Hocine Aït Ahmed est celui qui a développé cette stratégie selon l'historien américain Matthew Connelly. Il participe en 1952 à Rangoun à la réunion préparatoire de la première conférence des partis socialistes asiatiques.
En 1955, le FLN via Hocine Aït Ahmed et M'hamed Yazid représente l'Algérie à la conférence des non-alignés de Bandung.
Le 31 octobre 2011, un nouveau siège du ministère est inauguré par le président Abdelaziz Bouteflika. Situé au niveau du plateau d'El Annasser, il est composé d'un ensemble de neuf bâtiments et s'étend sur 69 736 m2.

## Missions
Sous l'autorité du Président de la République et conformément aux dispositions de la Constitution, le ministère des affaires étrangères est chargé de la mise en œuvre de la politique extérieure de la nation ainsi que de la direction de l'action diplomatique et des relations internationales de l'État. Son action concourt à la réalisation du programme du Gouvernement.
Le ministère des affaires étrangères veille à l'unité de la défense des intérêts de l'État et de ses ressortissants à l'étranger ainsi qu'à la cohérence de l'action internationale de l’Etat et de ses activités diplomatiques.
Le ministre des affaires étrangères exprime les positions de l'Algérie et prend les engagements internationaux au nom de l'État.

## Liste des autres ministres de plein exercice

### Ministre des Affaires nord-africaines
| Début             | Fin             | Ministre               | Gouvernement                       |
| ----------------- | --------------- | ---------------------- | ---------------------------------- |
| 19 septembre 1958 | 18 janvier 1960 | Abdelhamid Mehri (FLN) | gouvernement provisoire algérien I |

### Ministre des Affaires maghrébines et africaines et de la Ligue arabe
| Début       | Fin         | Ministre                  | Gouvernement           |
| ----------- | ----------- | ------------------------- | ---------------------- |
| 14 mai 2015 | 24 mai 2017 | Abdelkader Messahel (FLN) | Gouvernement Sellal IV |

## Liste des ministres sous tutelle

### Vice-ministre chargé de la Coopération
| Début           | Fin             | Ministre                | Gouvernement            |
| --------------- | --------------- | ----------------------- | ----------------------- |
| 22 janvier 1984 | 18 février 1986 | Nourredine Harbi (FLN)  | Gouvernement Brahimi I  |
| 18 février 1986 | 9 novembre 1988 | Mohamed Abderkane (FLN) | Gouvernement Brahimi II |

### Secrétaire d'État aux Affaires maghrébines
| Début            | Fin         | Ministre                | Gouvernement           |
| ---------------- | ----------- | ----------------------- | ---------------------- |
| 9 septembre 1989 | 4 juin 1991 | Abdelaziz Khellef (FLN) | Gouvernement Hamrouche |

### Ministre délégué chargé de la Coopération et des Affaires maghrébines
| Début            | Fin          | Ministre                | Gouvernement           |
| ---------------- | ------------ | ----------------------- | ---------------------- |
| 24 novembre 1992 | 21 août 1993 | Abdelaziz Khellef (FLN) | Gouvernement Abdesslam |

### Secrétaire d'Etat chargé de la Coopération et des Affaires maghrébines
| Début          | Fin              | Ministre                | Gouvernement                                      |
| -------------- | ---------------- | ----------------------- | ------------------------------------------------- |
| 21 août 1993   | 12 mars 1994     | Ahmed Ouyahia (FLN)     | Gouvernement Malek                                |
| 12 mars 1994   | 5 janvier 1996   | Ahmed Attaf (FLN)       | Gouvernement Sifi I et II                         |
| 5 janvier 1996 | 23 décembre 1999 | Lahcène Moussaoui (FLN) | Gouvernement Ouyahia I et II Gouvernement Hamdani |

### Secrétaire d'État chargé de la Communauté nationale à l'étranger
| Début            | Fin               | Ministre                  | Gouvernement                                      |
| ---------------- | ----------------- | ------------------------- | ------------------------------------------------- |
| 31 décembre 1995 | 23 décembre 1999  | Tedjini Salaouandji (FLN) | Gouvernement Ouyahia I et II Gouvernement Hamdani |
| 28 mai 2010      | 3 septembre 2012  | Halim Benattalah (FLN)    | Gouvernement Ouyahia IX                           |
| 3 septembre 2012 | 11 septembre 2013 | Belkacem Sahli            | Gouvernement Sellal I                             |
| 2 janvier 2020   | 23 juin 2020      | Rachid Bladehane          | Gouvernement Djerad I                             |
| 18 novembre 2024 | en fonction       | Sofiane Chaib             | Gouvernement Larbaoui II                          |

### Ministre délégué chargé de la Communauté nationale à l'étranger et de la Coopération régionale
| Début            | Fin         | Ministre              | Gouvernement                                        |
| ---------------- | ----------- | --------------------- | --------------------------------------------------- |
| 23 décembre 1999 | 4 juin 2002 | Abdelaziz Ziari (FLN) | Gouvernement Benbitour Gouvernement Benflis I et II |

### Ministre délégué chargé des Affaires africaines
| Début        | Fin         | Ministre                  | Gouvernement                 |
| ------------ | ----------- | ------------------------- | ---------------------------- |
| 26 août 2000 | 4 juin 2002 | Abdelkader Messahel (FLN) | Gouvernement Benflis I et II |

### Ministre délégué sans attribution
| Début       | Fin         | Ministre                 | Gouvernement            |
| ----------- | ----------- | ------------------------ | ----------------------- |
| 31 mai 2001 | 4 juin 2002 | Ahmed Amine Kherbi (FLN) | Gouvernement Benflis II |

### Ministre délégué chargé des Affaires maghrébines et africaines
| Début             | Fin               | Ministre                    | Gouvernement |
| ----------------- | ----------------- | --------------------------- | --- |
| 4 juin 2002       | 11 septembre 2013 | Abdelkader Messahel (FLN)   | Gouvernement Benflis III Gouvernement Ouyahia III, IV et V Gouvernement Belkhadem I et II Gouvernement Ouyahia VI, VII, VIII et IX Gouvernement Sellal I |
| 11 septembre 2013 | 13 mars 2014      | Abdelmadjid Bouguerra (FLN) | Gouvernement Sellal II |
| 5 mai 2014        | 14 mai 2015       | Abdelkader Messahel (FLN)   | Gouvernement Sellal III |

### Ministre délégué chargé de la Communauté nationale à l'étranger
| Début        | Fin          | Ministre      | Gouvernement           |
| ------------ | ------------ | ------------- | ---------------------- |
| 24 juin 2020 | 27 juin 2020 | Samir Chaabna | Gouvernement Djerad II |

### Secrétaire d'État chargé des Relations africaines
| Début            | Fin         | Ministre       | Gouvernement             |
| ---------------- | ----------- | -------------- | ------------------------ |
| 18 novembre 2024 | en fonction | Salma Mansouri | Gouvernement Larbaoui II |

## Secrétaire général
| SG               | Début             | Fin         | Ministre                    | Gouvernement                 | Ref   |
| ---------------- | ----------------- | ----------- | --------------------------- | ---------------------------- | ----- |
| Ammar Belani     | 10 septembre 2022 | 28 mai 2023 | Ramtane Lamamra Ahmed Attef | Gouvernement Benabderrahmane |       |
| Lounès Magramane | 6 juin 2023       |             | Ahmed Attef                 | Gouvernement Benabderrahmane | [ 8 ] |